# Clostera brucei
Clostera brucei är en fjärilsart som beskrevs av H.Edwards 1885. Clostera brucei ingår i släktet Clostera och familjen tandspinnare. Inga underarter finns listade i Catalogue of Life.